# Trang Tĩnh Hoàng quý phi
Trang Tĩnh Hoàng quý phi (chữ Hán: 莊靜皇貴妃; 27 tháng 2 năm 1838 - 15 tháng 11 năm 1890), thường được gọi là Lệ phi (麗妃), là một phi tần của Thanh Văn Tông Hàm Phong Đế.

## Xuất thân
Trang Tĩnh Hoàng quý phi sinh ngày 27 tháng 2 (âm lịch) năm Đạo Quang thứ 17, họ Tha Tha Lạp thị (他他拉氏), là con gái của Chủ sự Khánh Hải (慶海). Hiện chưa có tư liệu rõ ràng về gia tộc và Kỳ tịch của bà, một số ghi nhận bà là Mãn Châu Chính Hồng kỳ, tuy chưa có tư liệu để đối chứng. Có điều, vì bà tham gia Bát Kỳ tuyển tú để nhập cung nên có thể chắc chắn bà không xuất thân từ tầng lớp Bao y.
Sử sách không ghi rõ năm tháng Tha Tha Lạp thị nhập cung, nhiều sử gia cho rằng bà nhập cung cùng đợt tuyển tú với Trinh tần (sau là Từ An Hoàng thái hậu), Lan Quý nhân (sau là Từ Hi Hoàng thái hậu) và Anh Quý nhân (sau là Anh tần). Trừ Trinh tần là nhân tuyển được chọn cho ngôi vị Hoàng hậu, ba vị phi tần còn lại đều được sơ phong Quý nhân do cả ba đều xuất thân từ nhánh bên của dòng dõi thế gia hoặc gia tộc thuộc hàng trung thượng đẳng quan liêu.
Do vậy, giới nghiên cứu Thanh sử thường có nhận định bước đầu về gia thế của Tha Tha Lạp thị tương đối không tồi, có thể trong nhà bà từng có người làm quan lớn.

## Đại Thanh tần phi
Năm Hàm Phong thứ 2 (1852), mùa xuân, Tha Tha Lạp thị trải qua quá trình tuyển tú, được sơ phong làm Lệ quý nhân (麗貴人). Theo hồ sơ của Nội vụ phủ, có Mãn văn là 「Yangsangga」, ý là "Tiếu lệ". Ngày 9 tháng 5 (âm lịch) cùng năm, bà và Lan Quý nhân Diệp Hách Na Lạp thị nhập cung.
Năm Hàm Phong thứ 4 (1854), ngày 24 tháng 12 (âm lịch), bà được tấn phong Lệ tần (麗嬪). Sang năm (1855), ngày 7 tháng 5 (âm lịch), giờ Dần, hạ sinh Hoàng trưởng nữ, tức Vinh An Cố Luân Công chúa. Ngày 9 tháng 5, chiếu tấn Lệ phi (麗妃). Ngày 28 tháng 12 (âm lịch) đó, lấy Đại học sĩ Văn Khánh (文慶) làm Chính sứ, Lễ bộ Thượng thư Lân Khôi (麟魁) làm Phó sứ, hành lễ tấn phong cho Lệ phi.
Sách văn viết:
| “                                 | 德赞坤仪。兰殿佐睢麟之治。荣膺巽命。芝泥扬翚翟之华。寅承久协乎珩璜。申锡宜颁夫纶綍。咨尔丽嫔他他拉氏、柔嘉秉性。淑慎持躬。柘馆恭随。奉籧筐而分职。椒廷翼助。修紃组以襄勤。兹晋封尔为丽妃。申之册命。尔其祇承茂典。允昭象服之宜。式迓蕃厘。永荷龙光之誉。钦哉。 . Đức tán khôn nghi. Lan điện tá tuy lân chi trị. Vinh ưng tốn mệnh. Chi nê dương huy địch chi hoa. Dần thừa cửu hiệp hồ hành hoàng. Thân tích nghi ban phu luân phất. Tư nhĩ Lệ tần Tha Tha Lạp thị, nhu gia bỉnh tính. Thục thận trì cung. Chá quán cung tùy. Phụng cừ khuông nhi phân chức. Tiêu đình dực trợ. Tu xuyên tổ dĩ tương cần. Tư tấn phong nhĩ vi Lệ phi. Thân chi sách mệnh. Nhĩ kỳ chỉ thừa mậu điển. Duẫn chiêu tượng phục chi nghi. Thức nhạ phồn li. Vĩnh hà long quang chi dự. Khâm tai. | ” |
| — Sách văn Lệ phi Tha Tha Lạp thị | |   |

Năm Hàm Phong thứ 10 (1860), Lệ phi cùng Hàm Phong, Hoàng hậu và các phi tần khác chạy trốn đến Nhiệt Hà khi liên quân Anh - Pháp chiếm đóng Bắc Kinh trong trận chiến Nha phiến lần 2. Năm thứ 11 (1861) tháng 7, Hàm Phong Đế băng hà, Đồng Trị Đế nối ngôi. Ngày 10 tháng 10 (âm lịch), Đồng Trị Đế tấn tôn Lệ phi Tha Tha Lạp thị làm Lệ Hoàng quý phi (麗皇貴妃). Năm Đồng Trị thứ 13 (1874), ngày 16 tháng 11 (âm lịch), vâng mệnh Từ An Hoàng thái hậu cùng Từ Hi Hoàng thái hậu ý chỉ, tấn tôn Lệ Hoàng quý phi Tha Tha Lạp thị làm Lệ Hoàng quý thái phi (麗皇貴太妃).
Năm Quang Tự thứ 16 (1890), ngày 15 tháng 11 (âm lịch), Lệ Hoàng quý thái phi Tha Tha Lạp thị qua đời, chung niên 54 tuổi. Ngày 18 tháng 11 năm đó, Quang Tự Đế lệnh cho triều đình để tang bà 1 ngày, nghỉ triều 5 ngày, Hoàng đế còn tự tới rót rượu tế cho bà, thụy hiệu là Trang Tĩnh Hoàng quý phi (莊靜皇貴妃).
Năm Quang Tự thứ 19 (1893), ngày 18 tháng 4 (âm lịch), giờ Mẹo, quan tài của bà được đem táng tại Phi viên tẩm của Định lăng (定陵), Thanh Đông lăng cùng với Mân Quý phi (qua đời trước Lệ Hoàng quý phi 7 ngày).

## Tương quan
Theo phim Thùy liêm thính chính (垂帘听政) của Lưu Hiểu Khánh, Lệ phi được mô tả là đệ nhất sủng phi, ca múa tuyệt đẹp, thường xuyên tranh sủng với Ý Quý phi Diệp Hách Na Lạp thị. Sau khi Hàm Phong Đế băng hà, hoàng tử Tải Thuần đăng cơ (tức Đồng Trị Đế), Ý Quý phi được tôn làm Hoàng thái hậu, từ đó xử phạt Lệ phi tàn khốc, giống như Võ hậu đã làm với sủng phi Tiêu thị của chồng.
Tuy nhiên, thực tế Trang Tĩnh Hoàng quý phi và Từ Hi Thái hậu tương đối hòa hợp, con gái duy nhất của bà là Vinh An công chúa được Lưỡng cung Thái hậu vô cùng sủng ái và xem như con ruột. Bên cạnh đó, từ khi Hàm Phong Đế băng, Trang Tĩnh Hoàng quý phi được thăng liên tiếp lên làm Hoàng quý phi, rồi trở thành "Hoàng quý thái phi" dù khi đó đã có Thái hậu, đây không phải là chuyện thường thấy trong truyền thống tôn xưng danh hiệu cho Thái phi triều Thanh. Nếu Từ Hi Thái hậu thực sự hận bà như phim ảnh mô tả, thì không lý nào để bà sống an nhàn với danh vị cao sang như vậy, rốt cuộc Trang Tĩnh Hoàng quý phi qua đời đơn giản là tuổi già bệnh nặng. Theo hồ sơ Y án khám bệnh của Thanh cung, Trang Tĩnh Hoàng quý phi trong thân thể đã có nhiệt từ lâu, thường xuyên bị cảm mạo, đến ngày chuyển mùa thì lập tức bị bệnh.